# Fabian Graudenz
Fabian Friedemann Graudenz  (* 16. Januar 1992 in Hamburg) ist ein deutscher Fußballspieler.

## Karriere
Graudenz spielte bis 2006 bei Blau-Weiß Schenefeld, ehe er 2006 in die Jugend des Hamburger SV (HSV) wechselte. Hier durchlief er bis 2011 die restlichen Jugendstationen. Zu Beginn der Spielzeit 2011/2012 wurde er Teil der zweiten Mannschaft des HSV in der Regionalliga Nord. Schon in der Spielzeit zuvor (2010/11) absolvierte er acht Spiele für die zweite Mannschaft in der RL Nord. Insgesamt absolvierte er bis Sommer 2013 ionsgesamt 48 Spiele und erzielte acht Treffer für die zweite Mannschaft des HSV.
Am 14. Juli 2013 wechselte er innerhalb der Liga zur zweiten Mannschaft des FC St. Pauli. Die Saison 2013/2014 beendete er mit 33 gespielten Partien und acht erzielten Toren. Nach nur einer Spielzeit verließ er den Verein.
Im Sommer 2014 wechselte Graudenz zu Alemannia Aachen in die Regionalliga West. In seiner ersten Spielzeit (2014/2015) wurde er mit der Alemannia Vizemeister und war mit seinen 14 erzielten Treffern maßgeblich dran beteiligt. Mit seinen 14 Toren war er auch in der Spielzeit 2014/15 der beste Schütze der Alemannia. Nach einer weiteren Saison am Tivoli verließ er den Verein im Sommer 2016.
Er wechselte schließlich zum FSV Frankfurt in die 3. Liga. Sein Debüt in der 3. Liga gab er am 13. August 2016, dem 4. Spieltag. Beim 1:1 im Heimspiel gegen den SSV Jahn Regensburg wurde er in der 77. Minute für Adil Chihi eingewechselt. Insgesamt absolvierte er 26 Spiele in Liga 3 und erzielte dabei 3 Treffer, zudem kam er auch im Hessenpokal zum Einsatz.
Am 25. Januar 2018 gab der Regionalligist Energie Cottbus die Verpflichtung des vereinslosen Graudenz bekannt. Nach nur sechs Liga-Einsätzen in der Saison 2018/19 bei Cottbus wechselte er zu Beginn der Saison 2019/20 zum SC Weiche Flensburg 08. Graudenz spielte eine Spielzeit in der Regionalliga Nord für Flensburg und ist seit Juni 2020 vereinslos.
Nach einem Jahr Vereinslosigkeit schloss sich Graudenz im Juni 2021 dem 1. FC Phönix Lübeck in der Regionalliga Nord an. Nach einer Spielzeit wechselte er innerhalb der Liga zum FC Teutonia 05 Ottensen. In der Spielzeit 2022/23 gewann er mit dem Verein den Hamburger Pokal.

## Erfolge
- Brandenburgischer-Landespokal-Sieger: 2017/18 & 2018/19
- Regionalliga-Nordost-Meister und Aufstieg in die 3. Liga: 2017/18
- Hamburger-Pokal-Sieger: 2022/23 & 2023/2024